# Казахски език
Казахският език (қазақ тілі) е тюркски език, говорен от около 13 000 000 души в Казахстан, Китай, Монголия и други.

## История и диалекти
В съвременния казахски език няма диалектно деление, но се различават три говора: североизточен, южен и западен, които съответстват на териториите на трите казахски жуза (племена). В говора на китайските казахи (южен и североизточен говор) и Монголия (североизточен говор) се наблюдават разлики в речниковия състав, дължащи се на дългото общуване с други езици (монголски и китайски). Най-вече поради географията на Казахстан отделните племена и родове са общували по-често помежду си, а не със съседните им народи.
Книжовният казахски език се образува в исторически план върху североизточния и западния говор и се оформя през втората половина на 19 век покрай дейността на казахските просветители Абай Кунанбаев и Ибрай Алтънсарин. Съвременният книжовен език е най-близък до говора в района на бившата столица Алмати. Някои изследователи смятат каракалпакския език и езика на барабинските татари за диалекти на казахския език.

## Граматика
Казахският език е аглутинативен както всички останали тюркски езици, което означава, че словоформите се образуват чрез последователно присъединяване на окончания към неизменяема основа. (Представки в казахския език няма).
В казахския език има вокална хармония. Всички гласни звукове са подредени по двойки (твърди – меки): [а] – [е], [о] – [ө], [ұ] – [ү] и [ы] – [i]. Двойката [а] – [ә] се среща само в думи с арабски или персийски произход. Съгласните [г] и [к] могат да се съчетават само с меки гласни, а съгласните [Ғ] и [қ] – само с твърди. В една дума може да има или само твърди или само меки гласни. В заемките и сложните думи това правило може да не се спазва. С буквата [и] се отбелязват дифтонгите [ій] и [йі], а с [у] – дифтонгите [үў] – [ўү], [ұў] – [ўұ], а [ў] е подобно на английското [w].
Съществителните в казахския език не притежават категорията „род“, а вместо нея категорията „принадлежност“.
Прилагателните не се съгласуват нито по число, нито по падеж.
В казахския език има строг словоред: /Подлог/ – /Пряко допълнение/ – /Сказуемо/.

### Лични местоимения
- мен = аз
- сен = ти (ед. число)
- сіз = Вие (ед. числа)
- ол = той/тя/то
- біз = ние
- сендер = вие (мн. число)
- сіздер = Вие (мн. число)
- олар = те

### Падежи
| падеж                              | отг. на въпрос                                                        | окончания                                |
| ---------------------------------- | --------------------------------------------------------------------- | ---------------------------------------- |
| именителен (атау септік)           | кім? (кой?), не? (какво?)                                             |                                          |
| родителен (ілік септік)            | кімнің? (на кого?), ненің? (на какво?)                                | -ның, -нің, -дың, -дің, -тың, -тің       |
| дателен (барыс септік)             | кімге? (на кого, кому?), неге? (на какво?) қайда? (накъде?)           | -ға, -ге, -қа, -ке, -а, -е, -на, -не     |
| винителен (табыс септік)           | кімді? (кого?), нені? (какво?)                                        | -ны, -ні, -ды, -ді, -ты, -ті             |
| местен (жатыс септік)              | кімде? (при кого?), неде? (при какво?), қайда? (къде?) қашан? (кога?) | -да, -де, -та, -те, -нда, -нде           |
| изходен (шығыс септік)             | кімнен? (от кого?), неден? (от какво?), қайдан? (откъде?)             | -дан, -ден, -тан, -тен, -нан, -нен       |
| творителен падеж (көмектес септік) | кіммен? (с кого?), немен? (как?)                                      | -мен, -менен, -бен, -бенен, -пен, -пенен |

## Азбука
- В Република Казахстан, останалите бивши съветски републики и в Баян-Улегейския (Казахския) аймак в Монголия се използва кирилица. В Казахстан тя ще се използва успоредно с новата латинска азбука до 2025 г.
- Взето е решение до 2025 г. Казахстан да премине към латинска азбука. В Турция, Германия, САЩ и другаде казахските общности неофициално използват латиница.
- В Китай (Алтайски и Тарбагатайски аймак в Или-Казахския автономен окръг, Синцзян-Уйгурски автономен район) се използва арабица, използвана и от казахската диаспора в Афганистан, Иран и Пакистан.